# Bonanza Banzai
Bonanza Banzai – nieistniejąca już węgierska popowa grupa muzyczna.

## Historia
Zespół Bonanza Banzai został założony w Budapeszcie 28 maja 1988 roku, chociaż już w 1987 roku Ákos Kovács używał tej nazwy w konkursie talentów "Csillag Születik". Pierwsza płyta, wydana w 1989 roku pt. Induljon a banzáj!, okazała się sukcesem. Ze względu na podobieństwo stylów i falę popularności zespołu Depeche Mode, Bonanza Banzai została określona "węgierskim Depeche Mode". Koncerty, takie jak Bonanza LIVE Banzai (1991 rok), Ünnep I- II. (1993 rok) czy koncert pożegnalny (Búcsúkoncert, 1994 rok) również okazały się sukcesem. Jeszcze w okresie istnienia zespołu, w 1993 roku, Kovács wydał swój solowy album, Karcolatok. Zespół rozpadł się po sześciu latach działalności, w 1994 roku. Łącznie nagrał siedem albumów studyjnych (realizowanych w Tom-Tom Stúdió) i dwa koncertowe. Po upadku zespołu Kovács kontynuował karierę solową, Hauber także pozostał w przemyśle muzycznym (był producentem), a Menczel rozpoczął pracę w firmie komputerowej.

## Skład zespołu
- Ákos Kovács – wokal, gitara, bębny
- Zsolt Hauber – syntezator, instrumenty perkusyjne
- Gábor Menczel – syntezator

## Dyskografia
- Induljon a banzáj! (1989)
- A jel (1990)
- The Compilation (1990)
- 1984 (1991)
- A pillanat emlékműve (1991)
- Monumentum (kompilacja) (1991)
- Bonanza Live Banzai (album koncertowy) (1992)
- Elmondatott (1992)
- Régi és új (1993)
- Jóslat (1994)
- Búcsúkoncert (album koncertowy) (1995)
- Bonanza Banzai DVD (DVD) (2007)
- 87-92 (DVD) (2008)